# Ronde van Lucca
De Ronde van Lucca (Italiaans: Giro della Provincia di Lucca) was een wielerwedstrijd die jaarlijks werd verreden in maart in de Italiaanse provincie Lucca. In 2005 en 2006 was het onderdeel van de UCI Europe Tour met een classificatie van 1.l. Tot 2004 was het een etappekoers, vanaf 2005 was het nog maar een eendaagse wielerwedstrijd.
De eerste winnaar was de Italiaan Paolo Bettini. De laatste winnaar (2006), en tevens degene met de meeste overwinningen in de koers was Alessandro Petacchi, tevens een Italiaan, met twee zeges.
Slechts twee buitenlanders wisten de ronde te winnen, namelijk de Belg Mario Aerts in 2001 en de Spanjaard Óscar Freire in 2003.